# جورج ويليامز (لاعب كرة سلة مواليد 1990)
جورج أتيبيتي ويليامز الثاني (من مواليد 16 أبريل 1990) هو لاعب كرة سلة أمريكي محترف يلعب في نادي المنستيري الكويتي.

## المسيرة المهنية
انضم ويليامز إلى نادي اتحاد الجزائر لكرة السلة في 9 سبتمبر 2023 وعزز تشكيلته للمشاركة في بطولة الأندية العربية لكرة السلة. ثم انتقل إلى نادي الحكمة اللبناني في 19 أكتوبر 2023، وكان على وشك الانضمام إلى نادي تيليكوم المصري.